# 曾鉌
曾鉌（？—1899年），字怀清，喜塔腊氏，满洲正白旗人。清朝政治人物。

## 生平
曾鉌起家笔帖式，因父蔭而蔭襲為工部主事，累官至郎中，充军机章京，转御史。光绪九年（1883年）出为陕甘督粮道，清理纳粮积弊。设立蚕桑局，聘织师传授技术。光绪十三年（1887年）转任陕西按察使，光绪十四年（1888年）转任甘肃布政使。兴三辅文教，劝课蚕桑。光绪二十四年（1898年）擢升为湖北巡抚，力主变法，假陕甘总督印上书陈言补官、掣签、度支、讼狱四事，请变通成法，厚植国本。被貽穀弹劾革职。戊戌政变后，抗疏言变法之利，请复行所罢诸新政。以莠言乱政，被劾褫职。后潦倒窮困而故。
其诗作录入正蓝旗汉军进士胡俊章辑《春明诗课汇选》。

## 家庭
- 父莊恪公庆昀，咸豐十年察哈尔都统、同治二年宁夏将军。

## 延伸阅读
[在维基数据编辑]
 《清史稿/卷464》，出自趙爾巽《清史稿》